# Hollywood Cops (film)
Hollywood Cops (originaltitel: Hollywood Homicide) er en amerikansk action-komediefilm fra 2003 instrueret af Rob Shelton. Filmen har Josh Hartnett og Harrison Ford i hovedrollerne.
 Der er for få eller ingen kildehenvisninger i denne artikel, hvilket er et problem. Du kan hjælpe ved at angive troværdige kilder til de påstande, som fremføres i artiklen.